# Listenable Records
Listenable Records – francuska niezależna wytwórnia płytowa, specjalizująca się w death metalu, założona na początku lat 90. XX wieku przez Laurenta Merle. Siedzibą Listenable Records jest Wimereux. 
Pierwszym wydawnictwem wytwórni był singel zespołu My Dying Bride God Is Alone, który ukazał się w 1991 roku.
Listenable wydało albumy m.in. takich artystów jak: Immolation, Incantation, Gojira, Anorexia Nervosa czy Soilwork.